# Гацен, Вальдемар фон
Вальдемар фон Гацен (нем. Waldemar von Gazen; 6 декабря 1917 — 13 января 2014) — немецкий офицер, участник Второй мировой войны, майор вермахта, кавалер Рыцарского креста с Дубовыми листьями и Мечами.

## Начало военной карьеры
На военной службе с 1936 года — фанен-юнкер (кандидат в офицеры) в пехотном полку, с октября 1938 — лейтенант.

## Вторая мировая война
Участвовал в Польской кампании (командир взвода), награждён Железными крестами обеих степеней. С сентября 1940 года — старший лейтенант, командир роты.
С 22 июня 1941 года — на Восточном фронте, командир роты в пехотном полку 13-й танковой дивизии (Умань, Киев, Ростов). В ноябре 1941 года награждён Золотым Германским крестом.
В сентябре 1942 года награждён Рыцарским крестом (за бои на Северном Кавказе), получил звание капитана.
В январе 1943 года награждён Дубовыми листьями (№ 182) к Рыцарскому кресту (капитан, командир боевой группы 13-й танковой дивизии, за бои на Кавказе).
В августе 1943 года фон Гацен получил звание майора и стал самым молодым командиром полка в вермахте (в возрасте 25 лет).
В октябре 1943 года награждён Мечами (№ 38) к Рыцарскому кресту с Дубовыми листьями (майор, командир гренадерского полка 13-й танковой дивизии, за бои на Кубани).
В сентябре 1944 года назначен начальником штаба 13-й танковой дивизии, с февраля 1945 — начальник штаба 2-й танковой дивизии (на Западном фронте).

## После войны
По окончании войны взят в плен американскими войсками, отпущен в 1946 году.